# Tania (llibre)
El Tania (en hebreu: תניא) és un llibre bàsic sobre l'hassidisme que fou escrit durant vint anys per Schneur Zalman de Liadí (1745-1812), fundador del moviment Habad Lubavitx, i publicat l'any 1797. El títol original del llibre és Likutei Amarim (‘recol·lecció de discursos') però és més conegut com a Tania.

## Estructura
El Tania està format per cinc seccions.
- «Sefer Shel Beinonim» (‘El llibre dels intermedis'): té 53 capítols de la mateixa forma que la Torà té 53 porcions en el Pentateuc. En aquesta secció es va analitzant com és camí correcte que un jueu ha de seguir.
- «Sháar HaIjud VeHaEmuná» (‘Portal de la unicitat i de la fe’): un assaig místic de 12 capítols sobre la fe en Déu.
- «Igueret HaTeshuvá» (‘Epístoles de la tornada’): Un assaig de 12 capítols sobre la tornada a Déu i el penediment.
- «Igueret HaKodesh» (‘Epístoles sagrades'): 32 epístoles seleccionades sobre diferents temàtiques.
- «Kuntrés Ajarón» (‘Assaig final'): 9 capítols de correccions i anàlisi més profunda de la seccions anteriors.